# زلکا کریزمانیک
زلکا کریزمانیک (انگلیسی: Željka Krizmanić؛ زادهٔ ۱ آوریل ۱۹۸۷) بازیکن اسکیت نمایشی اهل کرواسی است.او سه بار برنده مدال برنز ملی و دو بار مدال نقره ملی است.